# Foxtrot
FOXTROT là album thứ tư của Aikawa Nanase(phát hành ngày 16-2-2000), đạt vị trí #3 trong 6 tuần & bán được tất cả 227.380 bản.

## Các phần trong CD
1. Second Wind
2. Bitch
3. Heat of the Night
4. China Rose
5. THANK U
6. "7"
7. COSMIC LOVE
8. Giniro no Fune (銀色の舟)
9. -Gozen 2-ji no Koibito- (－午前２時の恋人－)
10. Sekai wa Kono Te no Naka ni (世界はこの手の中に)
11. Crying
12. Jealousy
13. Hanabira ga Owaru Koro (花火が終わる頃)

## Catalog
- CTCR-18015

## Giá bán
- ¥3.059